# Бембишево
Бембишево — посёлок в Городовиковском районе Калмыкии России. Входит в состав Лазаревского сельского муниципального образования. Расположен в 4,2 км к юго-западу от города Городовиковск.
Население — 295 чел. (2012).

## Топоним
Первоначально назывался хутор Ближний.
Современное название было присвоено хутору Ближний в 1978 году в честь известного животновода, Героя Социалистического Труда Эрдни Мендереновича Бембишева.
Прежнее название сохранилось в именовании учебного учреждения — Ближненская начальная школа.

## География
Посёлок расположен в пределах Ставропольской возвышенности. Средняя высота над уровнем моря — 88 м. Рельеф местности равнинный. Со всех сторон окружён полями.
Ближайший населённый пункт — посёлок Передовой, расположенный в 6 км на запад от Бембишево.
Согласно классификации климатов Кёппена-Гейгера посёлок находится в зоне континентального климата с относительно холодной зимой и жарким летом (Dfa). Почвы — чернозёмы южные и обыкновенные мицеллярно-карбонатные.
Часовой пояс
Бембишево, как и вся Республика Калмыкия, находится в часовой зоне МСК (московское время). Смещение применяемого времени относительно UTC составляет +3:00.

## История
Предположительно основан как 2-е отделение основанного в 1930 году совхоза № 112 «Калмыцкий» (по другим данным — «Комсомолец»). Как 2-е отделение населённый пункт обозначен на карте генштаба РККА 1941 года.
28 декабря 1943 года калмыцкое население было депортировано. Посёлок, как и другие населённые пункты Западного района, был передан Ростовской области.
Калмыцкое население стало возвращаться после отмены ограничений по передвижению в 1956 году. Посёлок возвращён вновь образованной Калмыцкой автономной области в 1957 году.

## Население
| 2002 | 2010 | 2012 |
| ---- | ---- | ---- |
| 302  | →302 | ↘295 |

Национальный состав
Согласно результатам переписи 2002 года большинство населения посёлка составляли русские (48 %) и калмыки (27 %)

## Инфраструктура
Действуют сельский клуб, Ближненская начальная школа — филиал Кировской средней образовательной школы, расположенной в посёлке Лазаревский.

## Транспорт
С юга посёлок огибает автодорога Городовиковск — Передовой.
По автомобильной дороге расстояние до столицы Калмыкии города Элиста составляет 250 км, до районного центра города Городовиковск — 13 км (до центра города), до административного центра сельского поселения посёлка Лазаревский — 9 км.